# ليجيند أف مانا
ليجيند أف مانا (بالإنجليزية: Legend of Mana)‏ قالب:يا، هي لعبة فيديو يابانية من تطوير ونشر سكوير، صدرت اللعبة سنة 1999، وتعمل لمنصة بلاي ستيشن، وفي عام 2021 تمت إعادة الاصدار لعدة منصات، ومنها بلاي ستيشن 4 ونينتندو سويتش وغيرها.